# ITB Berlin

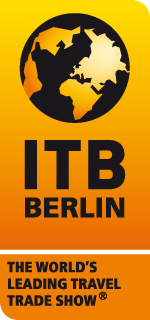

La ITB Berlín es la feria líder de la industria turística mundial. Tiene lugar todos los años en marzo en el recinto ferial de Berlín y es organizada por Messe Berlin GmbH.

## Descripción resumida
La ITB Berlin eminencia, como punto de encuentro internacional del sector turismo, es corroborada por el hecho de que más de las tres cuartas partes de los expositores y un 30 % aproximadamente de los visitan-tes profesionales proceden del extranjero. La ITB es, por tanto, el foro central de comunicación y márketing y la feria de prestación de servicios del sector de viajes más grande. Ofrece a los expositores una oportunidad ideal de dialogar no sólo con los visitantes profesionales, sino además con el público en general. 
Además de la distribución por zonas geográficas, la ITB Berlín se ve caracterizada por diferentes segmentos de mercado, entre ellos figuran Business Travel, Travel Technology, ITB Supply, el mundo del libro ITB, turismo cultural ITB, cruceros, Economy Accommodation, así como Trends&Events con sus áreas Young Travel Center, Experience Adventure y ECOtourism. Del 21 al 23.10.2009 tendrá lugar por segunda vez la feria B2B ITB Asia, la feria para el mercado turístico asiático. 

## Datos estadísticos
(año de referencia: 2009) 
- Superficie total (m²): 160 000
- Expositores, total: 11 742
- Expositores extranjeros: 9 272
- Visitantes, total: 163 295
- Visitantes profesionales: 101 896

Ciclo: Anual
Próxima edición: 10.03. – 14.03.2010

## La oferta en síntesis
Los expositores de la ITB proceden de todos los sectores del quehacer turístico y de la industria de los viajes de negocio internacionales. Son partícipes del evento, entre otros, las organizaciones nacionales y regionales de turismo, las oficinas de turismo, los turoperadores, las líneas aéreas, las cadenas hoteleras, los seguros de viaje, empresas suministradoras del sector del turismo, los sistemas de comunicación e información, las casas editoras del sector así como las organizaciones internacionales de turismo. 

## Sectores destinatarios
Visitantes profesionales de todas las áreas de la cadena de valor agregado como, p. ej., turoperadores, oficinas de turismo, expedidores, gerentes de hoteles, organizaciones turísticas, periodistas, gerentes de viajes, consultores, etc. 

## Eventos
De forma paralela a la exposición tendrán lugar varios seminarios, simposios, talleres y conferencias de prensa de alto valor informativo y de actualidad que brindan la oportunidad de cambiar ideas con expertos de todo el mundo. Todos los años se vienen a sumar al debate nuevos temas, adecuados siempre a las últimas evoluciones del mercado. El congreso de la ITB pudo aumentar su número de visitantes en el 2009 en un aproximadamente 10 por ciento, pasando a 12.000 visitantes. Los puntos culminantes fueron, entre otras, el nuevo “ITB CSR Day” sobre turismo sostenible, el “ITB Hospitality Day”, el “Future Day”, así como el “Aviation Day”. Las universidades, las escuelas técnicas superiores y las academias de formación tienen la posibilidad de presentarse al sector y de debatir sobre modelos de futuro actuales pero también sobre desafíos en el sector turístico.

## Links
- Wikimedia Commons alberga una categoría multimedia sobre ITB Berlin.

- Datos: Q387339
- Multimedia: ITB Berlin / Q387339